# Conferencia de Berlín

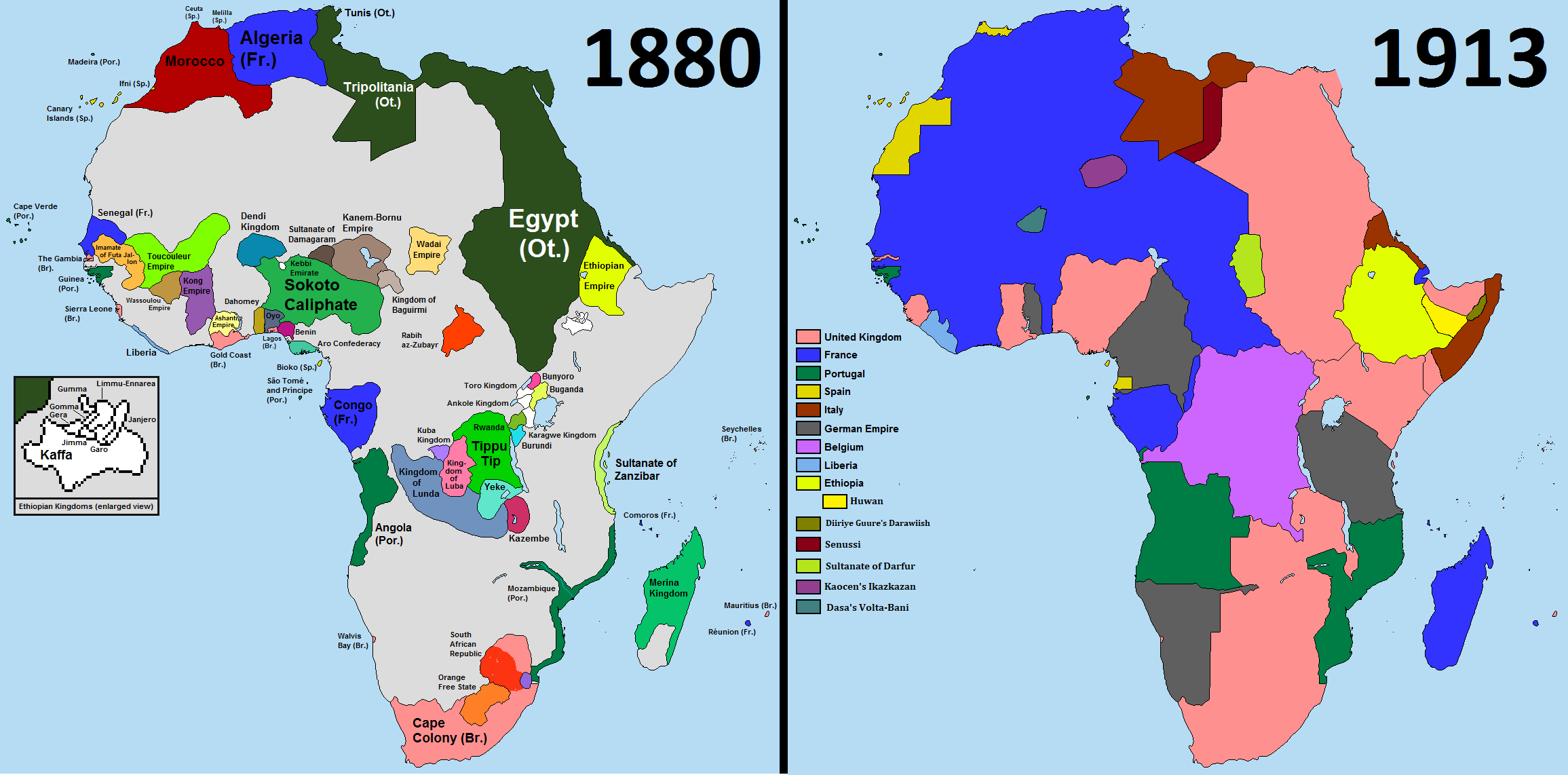
Comparación del reparto de África en 1880 y en 1913 (en inglés).

La Conferencia de Berlín (en alemán: Berliner Konferenz, pronunciado /bɛʁˈliːnɐ ˌkɔnfeˈʁɛnt͡s/), también conocida como la Conferencia del Congo (en alemán: Kongokonferenz, pronunciado /ˈkɔŋɡoˌkɔnfeˈʁɛnt͡s/) o Conferencia de África Occidental (en alemán: Westafrika-Konferenz, pronunciado /ˌvɛstˈʔaːfʁika ˌkɔnfeˈʁɛnt͡s/), celebrada entre el 15 de noviembre de 1884 y el 26 de febrero de 1885 en la ciudad de Berlín (Imperio alemán), fue convocada por Francia y el Reino Unido y organizada por el canciller de Alemania, Otto von Bismarck, con el fin de solventar los problemas que implicaba la expansión colonial en África y resolver su repartición.

## Contexto internacional

### La exploración del continente africano
La presencia europea hasta 1885 se había limitado a enclaves costeros  salvo en la zona francesa de Argelia y Túnez, la Sudáfrica británica y los Estados bóeres, y los territorios portugueses. Además se hallaban las posesiones del Imperio Otomano.
El interior del continente era un territorio poco conocido y allí coexistían culturas nativas con distintos grados de desarrollo. El proceso de exploración se realizó por las grandes vías fluviales, como por los territorios del río Níger, que fueron explorados entre los años 1788 y 1830; la cuenca del Nilo y la región de los Grandes Lagos Africanos, entre 1854 y 1859; el río Zambeze, con David Livingstone, entre 1852 y 1865, y finalmente en 1884, fecha en la cual Frederick Stanley Arnot localizó su cuenca.
El viaje de exploración de Henry Morton Stanley, entre 1874 y 1877, de la cuenca del río Congo, financiado conjuntamente por el periódico británico Daily Telegraph y el estadounidense New York Herald, determinó que prácticamente todo el territorio de África fuese conocido y cartografiado detalladamente por los europeos. Como resultado, el interés de los países europeos en África aumentó considerablemente, donde el nacionalismo y el imperialismo influyeron para que diversos Estados de Europa enviaran expediciones científicas y militares a territorio africano con el doble fin de conocer las posibilidades de explotación económica e instalar guarniciones y puestos comerciales que asegurasen su presencia y control efectivo antes que otros competidores.

### La cuestión del Congo
El monarca Leopoldo II de Bélgica, cumpliendo su deseo de apropiarse de las tierras en beneficio propio, contrató a Stanley para introducir la civilización occidental y la religión en la zona, y Stanley regresó al Congo por mandato del rey para negociar con los jefes tribales la obtención de concesiones de terrenos.
Leopoldo había formado la Asociación Internacional del Congo para explotar las riquezas de la cuenca de ese río, aunque manteniendo dicho territorio en forma de propiedad privada y sin que dicha zona se transformara aún en posesión de Bélgica. Si bien esta Sociedad controlaba la desembocadura del río Congo, encontró la oposición de Portugal, que controlaba la zona sur con Angola, y su aliado el Reino Unido.
Por su parte, Francia había logrado en 1881 tomar posesión de Túnez, y en ese mismo año una expedición francesa dirigida por Pierre de Brazza tomó posesión efectiva del Congo Occidental a orillas del océano Atlántico y entraba en disputa con los dominios del rey Leopoldo. Al año siguiente el Reino Unido asumió por completo el gobierno de Egipto (que estaba sujeto al Imperio otomano solo en la teoría) y consiguió así los derechos de soberanía egipcia sobre Sudán y el norte de Somalia. En 1884 Francia aseguró su posesión de la costa de Guinea, con lo cual resultaba evidente en Europa que la carrera por África debía ser regulada.

## Participantes
La tensión generada por dicha situación dio pie a buscar una solución negociada a la crisis. Este intento de solución fue aprovechado por el canciller alemán, Otto von Bismarck, quien convocó a las principales potencias a una conferencia en Berlín, capital del Imperio alemán. La convocatoria se hacía, en palabras de Bismarck, para "establecer las condiciones del desarrollo del comercio, la civilización y el bienestar moral y material africanos", pero también buscaba una norma internacional para las futuras ocupaciones del territorio africano.
La conferencia se inauguró el 15 de noviembre de 1884 y continuó hasta su cierre el 26 de febrero de 1885. Se convocaron a doce países europeos más el Imperio turco y los Estados Unidos. Aunque algunos no tenían intereses en África, se buscaba un reconocimiento internacional a los resultados de la conferencia, aunque excepcionalmente, los Estados Unidos se reservaron el derecho de rechazar o aceptar las conclusiones de la Conferencia. Ningún estado africano estaba representado.
| Estatus                         | Delegación                                                        | Miembros |
| ------------------------------- | ----------------------------------------------------------------- | --- |
| Estados con intereses en África | Imperio alemán                                                    | Otto von Bismarck (canciller alemán), Paul von Hatzfeldt (secretario de Estado), Clemens Busch y Heinrich von Kusserow (jefe del Departamento Colonial) |
| Estados con intereses en África | Reino de Bélgica                                                  | Gabriel August van der Straten-Ponthoz (embajador en Alemania), Auguste Lambermont                                                                      |
| Estados con intereses en África | Reino de España                                                   | Francisco Merry y Colom (embajador en Alemania) |
| Estados con intereses en África | República Francesa                                                | Alphonse de Courcel (embajador en Alemania) |
| Estados con intereses en África | Imperio otomano                                                   | Mehmed Saíd Bajá (Gran visir) |
| Estados con intereses en África | Reino de Italia                                                   | Edoardo de Launay (embajador en Alemania) |
| Estados con intereses en África | Reino Unido de Gran Bretaña e Irlanda                             | Edward Baldwin Malet (embajador en Alemania) |
| Estados con intereses en África | Reino de Portugal                                                 | Antônio José da Serra Gomes (embajador en Alemania) y António de Serpa Pimentel                                                                         |
| Estados sin intereses en África |                                                                   | |
| Imperio austrohúngaro           | Emerich Széchényi von Sárvári Felsö-Vidék (embajador en Alemania) | |
| Países Bajos                    | Philipp van der Hoeven (embajador en Alemania)                    | |
| Reino de Dinamarca              | Emil Vind (embajador en Alemania)                                 | |
| Estados Unidos                  | John A. Kasson (embajador en Alemania) y Henry S. Sanford         | |
| Imperio ruso                    | Pyotr Kapnist (embajador en los Países Bajos)                     | |
| Unión entre Suecia y Noruega    | Gillis Bildt (embajador en Alemania)                              | |

## Acuerdos

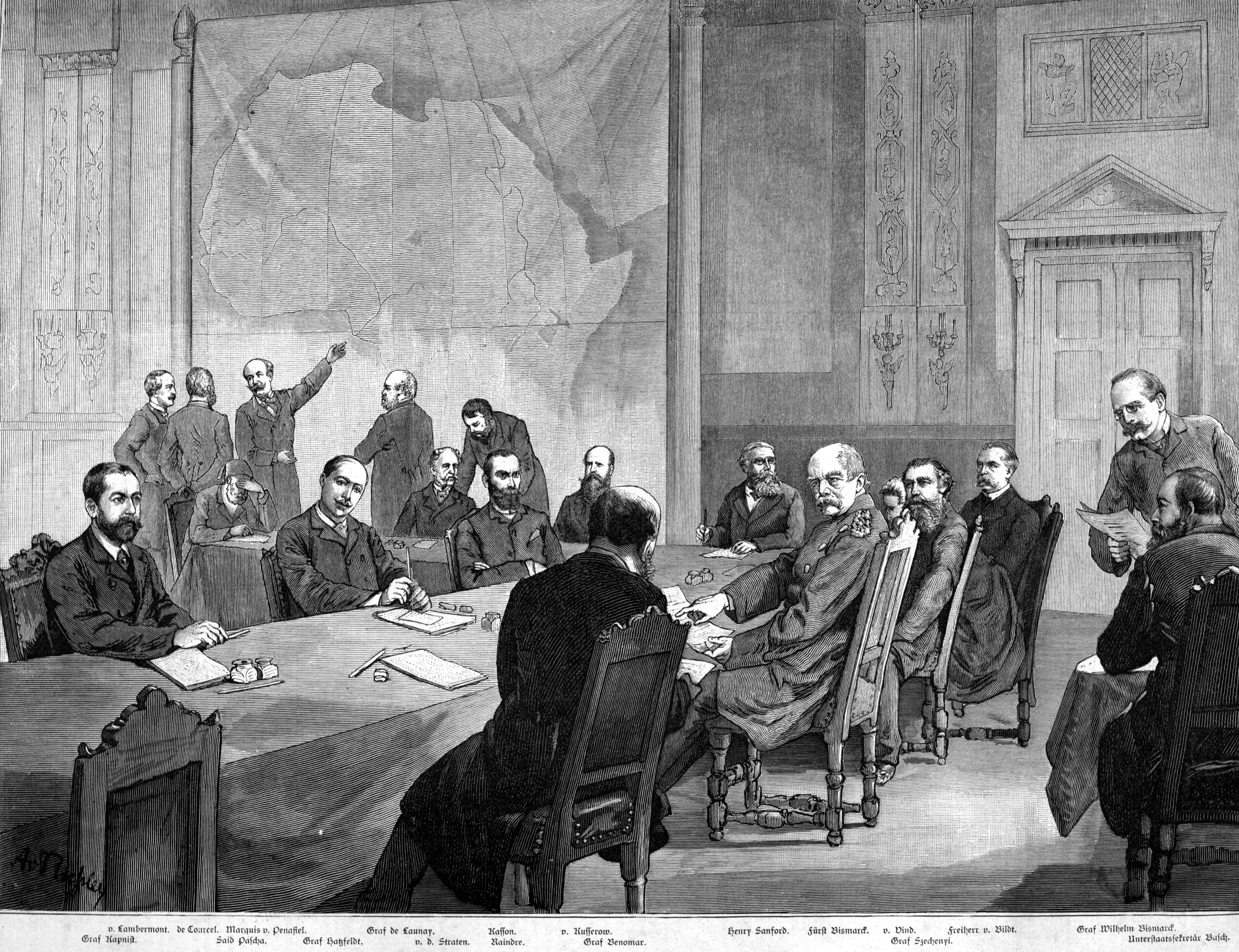
La conferencia de Berlín, según una ilustración de "Illustrierte Zeitung".

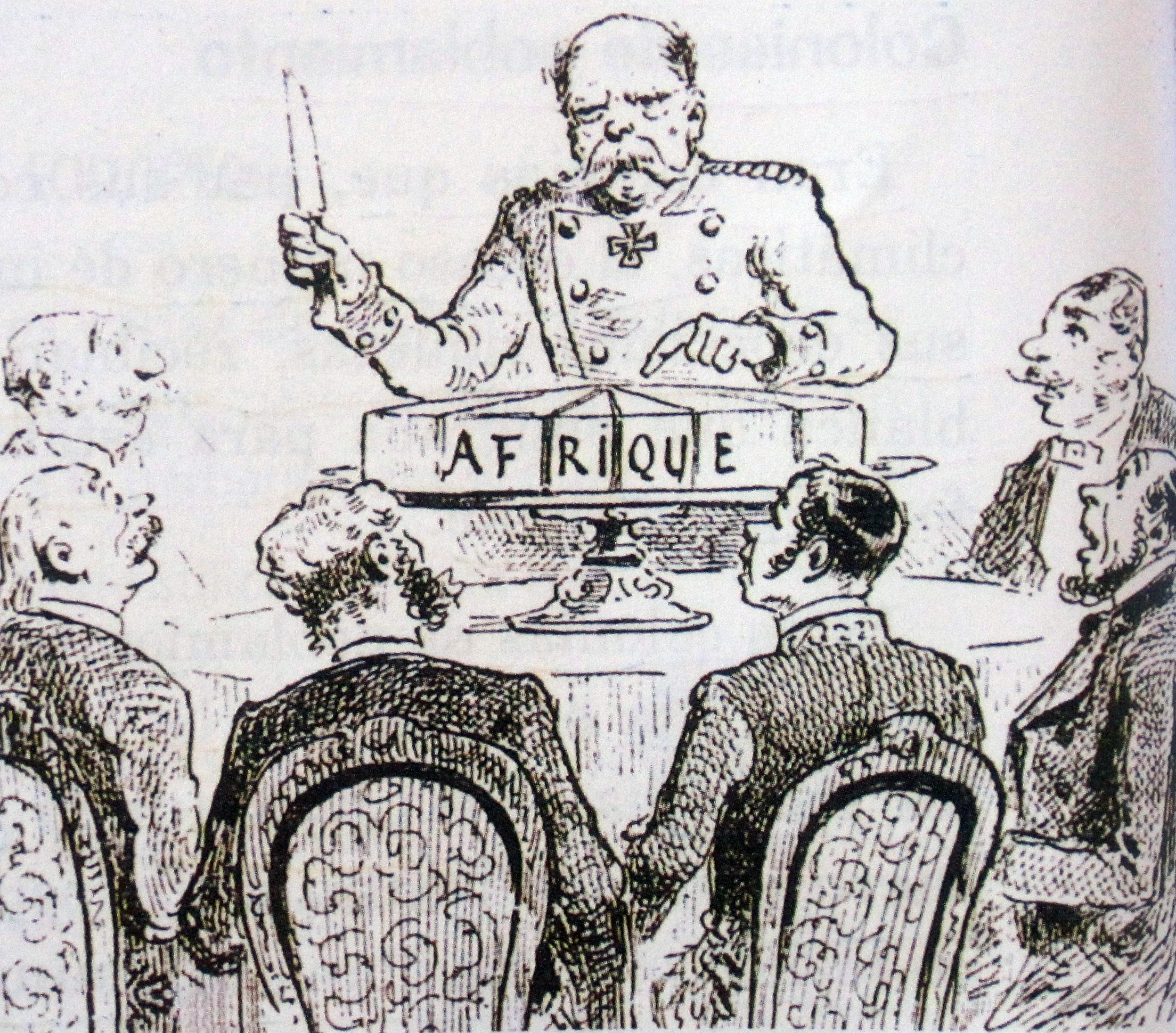
Caricatura sobre la Conferencia de Berlín.

Los propósitos del rey Leopoldo II encontraron apoyo en Francia y en Alemania convenciéndolos que para los intereses de ambos países era necesario asegurar el libre comercio en África. Portugal era un país demasiado débil para proteger un imperio africano demasiado vasto, por lo que tuvo que conformarse con la adquisición del territorio de Cabinda, en las bocas del río Congo, como reconocimiento de sus derechos en la zona.
En la Conferencia se proclamó la libre navegación marítima y fluvial por los ríos Congo y Níger, se estableció la libertad de comercio en el centro del continente africano formado por la cuenca del Congo, se acordó la prohibición de la esclavitud, y se estableció el derecho a reclamar una porción de la costa africana solo si dicho territorio se ocupaba efectivamente y se comunicaba de este evento a otros estados.
Un elemento importante que fue pactado en la Conferencia fue reconocer como regla de Derecho Internacional el principio de uti possidetis iure (principio de ocupación efectiva), en tanto para que un estado europeo reclame derechos de soberanía sobre un territorio africano debería de establecer previamente una real posesión sobre este. Para acreditar esta posesión era preciso que la potencia europea reclamante hubiese suscrito un tratado con la población local y ejerciera actos efectivos de administración, o que hubiera establecido una ocupación militar permanente que bastase para asegurar su posesión, adquiriendo también el derecho a la explotación económica permanente. El objetivo era evitar que las naciones europeas reclamasen derechos sobre un territorio donde no tuviesen presencia alguna, lo que afectaba a los países como Portugal, cuyos derechos reclamaba sobre la base de su exploración, por navegantes portugueses, en el siglo XV.
El acta final contaba con cuatro capítulos y treinta y cinco artículos. Las disposiciones generales fueron:
- Libertad de comercio en la Cuenca del río Congo, su desembocadura y regiones circundantes.
- Declaración sobre la trata de esclavos.
- Neutralidad internacional de la zona central de África.
- Ley de navegación para los ríos Níger y Congo.
- Introducir en las relaciones internacionales normas uniformes para futuras ocupaciones.

En el capítulo I, que consta de 8 artículos, hace referencia a la libertad de comercio en el Congo y la delimitación del territorio de libre comercio (artículo 1), libre acceso de los comerciantes de cualquier nación (art. 2), la importación de productos de cualquier nación y  referente a los impuestos a esas mercancías (art. 3), eliminación de impuestos por circulación (art. 4), derechos de monopolio de las potencias signatarias y defensa de las propiedades (art. 5). Finalmente se hace referencia a la protección de los nativos, la libertad religiosa y la eliminación de la esclavitud (art. 6); así como, a la implantación del Convenio de Unión Postal Internacional en la zona (artículo 7). Estos derechos estarán vigilados por una Comisión Internacional de Navegación del Congo (artículo 8).
En el capítulo II, declara la prohibición del comercio de esclavos en la zona del Congo (art. 9).
En el capítulo III, la neutralidad de los territorios y el mantenimiento de esta pese a una posible guerra (artículos 10 y 11). En caso de disputas de soberanía o de límites se podrá recurrir a la mediación de un tercero (art. 12).
Los capítulos IV y V hace referencia a la libre navegación por el río Congo y el río Níger respectivamente. En el río Congo se establece la libre navegación (art. 13), sin restricción (art. 14), igual aplicación a los afluentes (art. 15), a los medios de transporte distintos al río (art. 16). Además, se crea una Comisión Internacional para velar por estas disposiciones (art. 17), su inviolabilidad (art. 18) y su constitución (art. 19). En los últimos artículos se indica sus poderes (20), la utilización de buques de guerra de los países signatarios para mantener la libertad (21), la libertad de navegación de los buques de guerra (22) incluso en época de guerra (25). También se mencionan medidas sanitarias (24) y económicas (23). Para el río Níger se establecen los mismos criterios (artículos 26 al 29, y el 33) salvo los aspectos militares que son asumidos por Gran Bretaña y Francia en los tramos del río que discurre por sus colonias  (artículos del 30 al 32).
El capítulo VI hace referencia a la forma de ocupación:
Artículo 34, La potencia que en adelante tome posesión de un territorio en las costas del continente africano, situado fuera de sus posesiones actuales o que no habiéndolas tenido antes las adquiera más adelante, así como la potencia que asuma un protectorado, remitirá adjunta al Acta respectiva una notificación dirigida a las demás potencias signatarias de la actual, a fin de que, si ha lugar a ello, puedan hacer valer sus reclamaciones
Artículo 35, Las potencias signatarias de esta Acta reconocen la obligación de mantener, en los territorios que ocupen en la costa del continente africano, la autoridad competente para hacer respetar los derechos adquiridos y, en caso necesario, la libertad de comercio y de tránsito en las condiciones que se hubieren estipulado.

## Consecuencias

Mapa del África colonial en vísperas de la Primera Guerra Mundial (1914). Tras la Conferencia de Berlín (1884-1885), Europa se repartió toda África, con la excepción de Abisinia (actual Etiopía) y Liberia. Hubo continuas tensiones entre países durante la colonización del continente, visto como muy desfavorable para Italia y Alemania y muy beneficioso para Francia y Reino Unido.

Los resultados de la conferencia sentaron las bases para la ocupación efectiva de África, que para el año 1914 prácticamente había concluido.
El norte de África fue objeto de disputa especialmente en el siglo XX con la ocupación franco-española de Marruecos (1913), la ocupación italiana de Libia (1911-12) y el reconocimiento entre las potencias de las ocupaciones realizadas con anterioridad como Túnez (1881) o Egipto (1882).
En la costa occidental, la penetración hacia la costa fue dominada por Francia, que logró el control de la zona sahariana y de zonas costeras como Costa de Marfil, Dahomey, Guinea, Senegal o Mauritania. El resto de potencias logró establecer colonias como Gran Bretaña en Gambia, Sierra Leona, Costa de Oro y Nigeria, de cierta entidad; Portugal en Guinea portuguesa y Cabo Verde, y los alemanes en Togolandia.
En la zona ecuatorial, encontramos la continuidad de los dominios franceses del Sáhara que discurren en dirección sur hacia el Congo francés, y la presencia del Estado Libre del Congo (posesión personal de Leopoldo II), que en 1909 pasará a dominio del gobierno belga. Los alemanes lograron establecerse en Camerún, cuyo territorio se amplió con un acuerdo franco-alemán en 1911. También están presentes los portugueses en Santo Tomé y los españoles en la Guinea española, dividida en un pequeño territorio continental (Río Muni) y otros insulares (Fernando Poo y Elobey, Annobón y Corisco).
En el África oriental, los británicos intentaron establecer una continuidad desde sus dominios del Sudán anglo-egipcio pero se vieron interrumpidos por la presencia alemana. No obstante, Londres, logró someter Uganda, Kenia, y la Somalia británica. Los alemanes, por su parte, se establecieron en el África Oriental Alemana. La presencia italiana se repartía entre Eritrea y Somalia sin posibilidad de continuidad tras su derrota frente a Abisinia (1896); los franceses quedaron relegados a una posesión en el Mar Rojo, la Somalia francesa.
Finalmente, en el 'África Austral', se sitúan los grandes territorios coloniales portugueses de Angola y Mozambique, el África del Sudoeste Alemana y los amplios territorios británicos que desde África del Sur ascendía hacia el norte ocupando Bechuanalandia y la región de Rodesia. En la zona insular del Índico las posesiones se repartían entre franceses (Reunión, Comoras y Madagascar) y británicos (Zanzíbar, Seychelles y Mauricio).

## Conflictos y resistencia
La fórmula de reparto establecido en Berlín  no supuso el fin de las disputas coloniales entre los países. Con posterioridad se suceden las tensiones entre Londres y París en el llamado incidente de Fachoda (1898). El motivo del conflicto vino por el deseo de ambas naciones de establecer una continuidad colonial, oeste-este por Francia y norte-sur por Reino Unido, que se solucionó de forma diplomática en favor de los británicos. También, las tensiones entre el Reino Unido y Portugal, en el ultimátum de 1890, otra vez motivadas por la continuidad del Imperio portugués frente a los deseos británicos de ocupar Rodesia. Pese a que no deriva en tensiones armadas, la situación en el norte de África era complicada con la injerencia alemana en las pretensiones francesas sobre Marruecos (1905-1913), la falta de reconocimiento francés de la ocupación de Egipto por los británicos (1882) o los recelos italianos por la ocupación francesa de Túnez en 1881. Finalmente, el conflicto ítalo-turco (1911-12) por el control de la Cirenaica y Tripolitania.
La penetración europea también encontró la resistencia de las culturas nativas, que si bien dificultaron el avance colonial, a la larga no pudieron impedir la ocupación efectiva del territorio, salvo en el caso de Abisinia en 1896 sobre los italianos. Algunos ejemplos de resistencia indígena fueron:
- Las guerras entre Reino Unido y los Ashanti en Costa de Oro (actual Ghana) entre 1824 y 1900
- Resistencia de los Anyong en Nigeria (1904)
- Resistencia del pueblo Nandi en Kenia (1895-1905)
- Rebelión Maji Maji en el África Occidental Alemana (1905-1907)
- Zulúes en África del Sur (guerra anglo-zulú 1879 y revuelta de 1906)
- Herero en África del Sudoeste Alemana (1904-1906)
- La resistencia de los rifeños de Abd el-Krim al protectorado franco-español en Marruecos (1921-1923)
- La oposición libia liderada por Omar Al-Mukhtar a la penetración italiana (1923-1932)

## Territorios no sometidos
En pocos años, tras la conferencia, todo el continente africano quedaba repartido entre las potencias salvo Liberia y Abisinia (hoy Etiopía), cuyo control deseaba Italia, pero que resistió a la invasión y permaneció independiente. En 1889 el emperador abisinio Menelik II firmó el Tratado de Wuchale (2 de mayo) y entre las dos versiones firmadas, una en italiano y otra en amhárico, se generó una controversia en la interpretación del artículo 17: en la versión europea sometía la política exterior de Abisinia a la dirección del Gobierno italiano, mientras que en la versión africana simplemente se indicaba una consulta a Roma sobre las acciones exteriores de Abisinia. La presión italiana y los ataques abisinios a las posesiones costeras italianas en Eritrea a partir de 1893 desembocó en un conflicto armado, la primera guerra ítalo-etíope (1895-1896), que acabó con la derrota italiana en Adua y el reconocimiento de la independencia de Abisinia. No sería hasta 1936, tras la derrota abisinia en la Segunda guerra italo-etíope, en que el país sería invadido y anexado por la Italia fascista de Benito Mussolini.
Liberia, por su parte, era el territorio escogido por la American Colonization Society (ACS) para fundar una colonia en África con antiguos esclavos afroamericanos. Las primeras colonias en la zona sufrieron el ataque de las tribus locales, como los Malinké. El número de colonias fue en aumento y se asociaron en la Mancomunidad de Liberia (1842), ésta fue aumentando su autonomía con respecto a la ACS hasta que en 1847 se declaró la independencia del territorio como la República de Liberia, sin embargo el territorio permanecería siendo un protectorado estadounidense de facto. Esto último quedó evidenciado en 1917 cuando, al declarar Estados Unidos la guerra a Alemania, Liberia se vio obligada a hacer lo mismo, a pesar de que Alemania era por lejos el principal socio comercial de Liberia. Esta declaración de guerra significó un enorme retroceso en la economía liberiana, produciendo años de miseria.